# グレン・ベル
グレン・ウィリアム・ベル・ジュニア（Glen William Bell, Jr., 1923年9月3日 - 2010年1月16日）は、アメリカの実業家である。メキシコ風ファーストフードのチェーン店「タコベル」の創業者として知られる。

## 経歴

### 成年まで
グレン・ベルは1923年、カリフォルニア州リンウッドで生まれた。世界恐慌の影響もあって父親は仕事が続かず、ベルは飼育していた牛の乳で母親が作ったカッテージチーズを姉と売り歩いて家計を助けた。1935年、一家はサンバーナーディーノ郊外の山中に移ったが、ここでも生活は楽ではなかった。電気も通じず、2部屋しかない家で両親と6人兄弟が暮らし、農園の収穫で自給自足の生活を強いられた。現金収入は乏しく、学費の捻出に苦しみながらも高校に進学した。夏季休暇にはワシントン州の大叔母の家でパイを売り、3000ドルの利益を得た。この体験が、後に飲食業を志す契機となったという。卒業後、1942年から軍に加わり、翌年からは海兵隊の一員としてヌメアやガダルカナル、グアムなど、太平洋の島々に赴いた。ヌメアの基地では食堂で働き、大量の軍人に食事を提供するシステムの一端に触れた。終戦後は中国勤務を経て、1946年に除隊した。

### 開店
復員後すぐに結婚、鉄道会社の工員やガス会社の検針係として働いていたが、1948年3月、家財を売って資金を作り、サンバーナーディーノ市内にハンバーガー店を開店した。ベル手作りの店舗は厨房に注文口を設けただけの簡易な構造で、客が自ら注文口から注文する方式を採用した。当時はドライブインでもカーホップと呼ばれる給仕が来店客の車まで出向いて応対し、客は車に乗ったまま食事をするのが普通で、顧客には困惑もあったが、注文した料理がすぐに出てくることが認知されると、この方式は徐々に定着していった。市内でドライブインを経営するマクドナルド兄弟もベルの店を偵察に訪れた。兄弟の店は後のファーストフードチェーン「マクドナルド」の前身で、この年の末にカーホップを廃し、ベルの店同様、客が自ら注文口から注文する形式に店舗を改装した。ベルの店も軌道に乗り始めていたが、翌年長男が誕生すると、安定した職に就くよう妻に迫られ、店を売却した。

### タコスへ
一度は妻に譲歩したものの、ベルは開業を諦めず、市内の別の場所で店を開いた。このころになるとファーストフード店という業態も浸透し、いずれハンバーガーだけでは競争に勝てなくなる、と考えたベルは、ハンバーガーに代わる目玉商品を探していた。ベルは近隣のメキシコ料理店で出していたタコスに着目、タコスで用いるトルティーヤはハンバーガーで言えばパンに相当するものであるから、同様にファーストフードとして扱うことができるはずだと考えた。ベルはトルティーヤ工場に近い土地に新たな店を建て、事前に調理し具を詰めるばかりにした固めのタコス皮を開発し、ソースや調理台にも工夫を加えた。妻はメキシコ料理は辛すぎて売れるわけがない、とベルの計画を批判したが、1951年12月にタコスをメニューに加えると堅調な売れ行きを示し、翌年には店の利益で新居を建てた。しかし妻との仲は悪化し、ベルは店の権利を妻に渡して離婚した。
離婚後、ベルはラスベガスへ向かう道路沿いの街、バーストーに移り、新たな店を構えた。ここでもハンバーガーよりタコスの方が売れたことから、ベルはメキシコ風ファーストフードの専門店を出そうと考えるようになった。バーストーへの移転から間がなく、資金に余裕のなかったベルは、知人との共同出資で1954年サンバーナーディーノに専門店「タコティア」を出店した。開店にあたっては、店名の入った帽子を無料で配布し、マリアッチや踊り子を動員して開店行事を盛り上げた。店は最初の月だけで18000ドルの利益をあげ、ベルは渋る共同経営者を説得し、2店目を出店した。出店したレッドランズはロサンゼルス・ラムズのキャンプ地で、店は選手で賑わった。中には自分も店を出したいと持ちかけてくる選手もおり、ベルはフランチャイズで拡大しつつあったマクドナルドに倣い、選手と組んで新たな店舗を開店した。さらなる追加出店を目指していたが、出店戦略をめぐる意見の食い違いにより、ベルは店の権利を共同経営者に売り渡した。
権利売却後もベルは「タコティア」の店名を使う権利は残していたが、契約によりサンバーナーディーノ周辺での競合店出店はできず、ロサンゼルス近郊のパサデナとロングビーチに用地を確保し、1957年、まずパサデナに出店した。このころベルは再婚し、子供が生まれたばかりであったが、妻は協力的で、転居にも反対しなかった。しかしパサデナの店舗は思ったほどの利益をあげず、ロングビーチの土地を活用することにしたものの、開店資金が不足していた。そこへ、レッドランズ時代に知り合ったラムズの選手で、前年に引退後出資を申し出てきた。フットボール人脈でさらに2人が加わり、うち一人はビング・クロスビーの息子であった。1958年「エルタコ」が開店した。後にウィルミントンにも出店し、経営は順調であったが、ベルは利益も意思決定も全てが共同になってしまう状況を嫌い、店の権利を手放した。

### タコベル

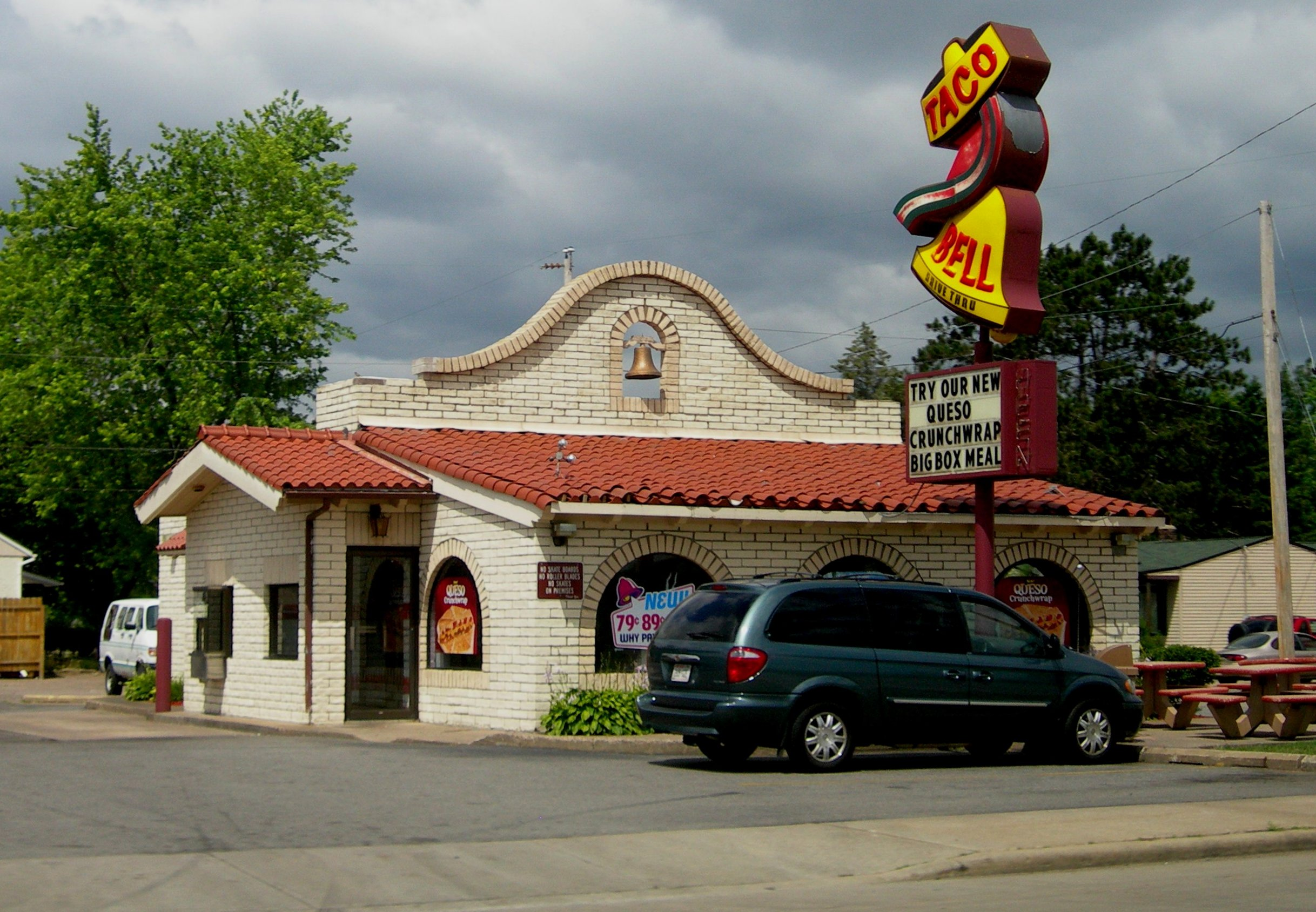
ベル時代の様式を保つウィスコンシン州ウォーソーの店舗

ベルは再び資金を集め、1962年、ダウニーで「タコベル」を開店した。資本金4000ドルで事業を法人化、転居と開店を繰り返し、その後2年でさらに8店舗を開店した。1964年からはさらなる拡大のため、専門の担当者を雇ってフランチャイズ展開を図った。最初のフランチャイジーはロサンゼルスの警官で、飲食業の経験はなかった。フランチャイズ一号店の成否が展開の鍵となると考えていたベルは、ロサンゼルス郊外のトーランスに見つけた出店適地をこの警官にあてがい、開店の際には直営店同様の派手な開店行事を催して支援した。この警官は最初の月だけで1万ドル以上の利益をあげ、以降、フランチャイジー希望者は続々と集まった。タコベルは毎週新しい店舗が建つ勢いで拡大していったが、初期は急成長を支えるだけの組織は固まっておらず、経営は不安定であった。マクドナルド兄弟は1961年に既に事業を売却して引退しており、ベルも事業の売却を検討したこともあったという。
しかしタコベルはその後も成長を続け、1966年にはアリゾナ州スコッツデールに出店しカリフォルニア州外に進出、1967年には100店舗を達成した。企業としての体制も整い始め、1966年にはトーランスにフランチャイズ店向けの研修施設を併設したオフィスが建設された。1967年、ベルは別に社長や副社長を任命して経営にあたらせ、自身は店舗拡大に注力することにし、同年に南東部における出店促進のため、フロリダに転居した。新店舗開店時には採算を無視して派手な開店行事を主張し、経営幹部と対立することもあった。1969年、株式公開の際に株を売却し、100万ドルを得た。

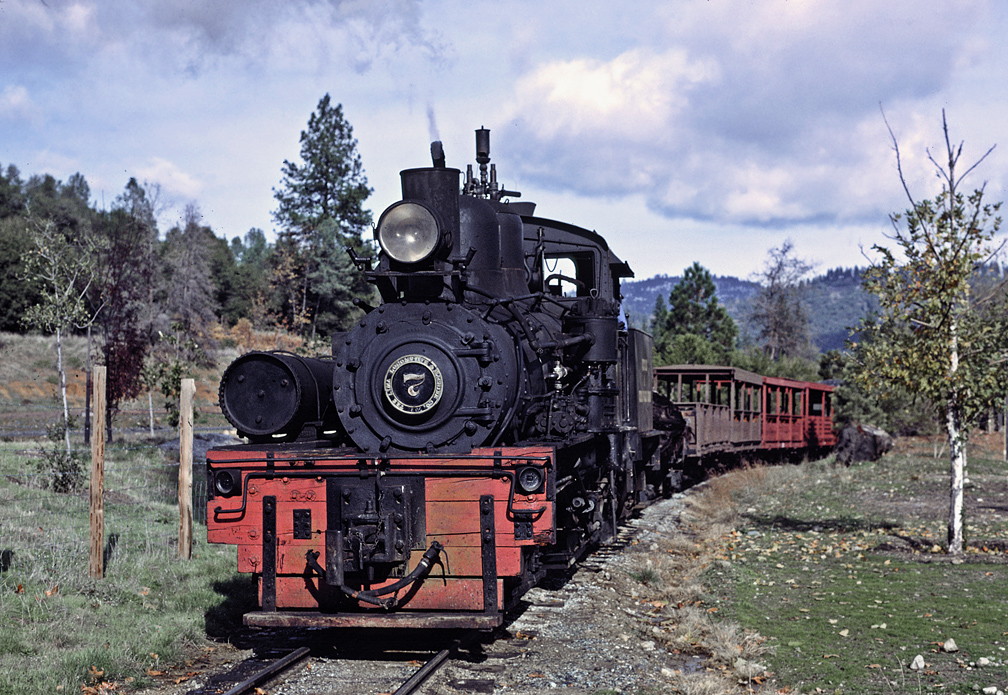
トゥオルミで使用されていた機関車

大金を得たベルは、1970年にMGMが開催したオークションで映画撮影に使われた物品を買いあさった。1974年には高級住宅地のランチョサンタフェにある邸宅に移った。1975年には北カリフォルニアのトゥオルミの製材工場で利用されていた狭軌鉄道と周辺の土地を買収し、かつてのアメリカを追体験できる観光施設として、一帯の開発を始めた。その後の2年で数百万ドルを費やしたが計画は進まず、さらに多くの投資が必要であることが判明した。一方タコベルは1977年時点で38の州に700以上の店舗を展開する企業に成長し、複数の食品会社がタコベルの買収を申し入れてきた。ベルはこのうちの一社であるペプシコによる買収を承認し、1978年、タコベルはペプシコに買収された。3200万ドル相当のペプシコ株を得たベルはトゥオルミに戻って開発事業を継続した、この年の秋、鉄道はようやく一般公開にこぎつけたものの、開業したのは当初の構想の5%に過ぎず、翌年には売却した。

### 晩年
1985年パーキンソン病と診断されたが、その後も活動は旺盛であった。ペプシコに売却された後、タコベルは屋根に鐘のある初期の店舗をやめ、メニューも拡充するなど、ベル時代の姿とは変質していった。しかしベルとタコベルとの関係は続き、1992年にハワイで行われた創立30周年記念行事にはプライベートジェットで招待された。このころサンディエゴ郊外に持っていた土地をベル・ガーデンズという名の農場に転用、公園として一般に開放した。公園は屋根のない客車を連ねた小鉄道も運行され、児童の人気を集めたが、2001年に別の団体に売却された。
2010年、ランチョサンタフェの自宅で死亡。自宅は2015年に売りに出された。

## 評価
まだファーストフードの概念がない時期から活動し、後に全米規模のファーストフードチェーンを築き上げたことから、ファーストフードの基礎を作った人物とも位置付けられる。一方でマクドナルド兄弟の作り上げたファーストフード店の運営方式を模倣したに過ぎないとの評もある。高校時代からのベルの友人で、ベルに続いてハンバーガー店経営に参入したニール・ベーカーは、「自分たち（ベルとベーカー）はマクドナルドのやることは何でも真似た」と語っている。伝記はベルはまだドライブイン形態であった時期のマクドナルド兄弟の店の常連客であり、開店を思いついたのもマクドナルドの駐車場であったこと、マクドナルド兄弟の事業展開を注視していたことには触れつつも、給仕を置かず、着席サービスも提供しない店舗の開設ではベルが先んじていたとしている。
また、「ファーストフードに向いたタコス皮を考案した」「アメリカにおいてタコスを普及させた」者として挙げられることもあるが、異論も多い。ベルは自らタコスの製法を考案したのではないとする主張もある。ベルが最初にタコスを出した店の向かいには1937年開店のメキシカンレストランがあり、タコスを売り物にしていた。この店の関係者によれば、ベルが何度も来店してタコスの製法を聞き出そうとしたため、根負けした店主がベルを厨房に招き入れて製法を教えたという。またメキシコ出身者以外を対象としたタコスの店は1946年既に事例があり、模倣店が出るほど人気を集めていた。

## 家族
ベルは2度結婚した。最初の結婚は戦後、事業を始める前の1947年で、相手は18歳の女性であった。最初の妻は夫が安定した職に就くことを望んでおり、ベルの飲食店経営を快く思っていなかった。一男を儲けたが、事業に没頭し、息子の誕生日にも家に帰ってこないベルとの間の溝は埋まらず、1953年に離婚した。最初の妻との間の息子は引き取った。1955年に学校教師と再婚、一男一女を儲けた。
なおシャーロック・ホームズのモデルとなったスコットランドの医師、ジョセフ・ベルの子孫であるという主張があるが、根拠は不明である。ジョセフ・ベルの一人息子であるベンジャミン・ベルは1893年に死んでいる。一方、グレン・ベルの父グレン・ベル・シニアはアイオワ州の農家の出身で、1978年に80歳で死亡と記録があることから、ベンジャミン・ベルの死後の生まれである。